# Colombia (Cuba)
Colombia é uma cidade do centro-leste de Cuba pertencente à província de Las Tunas.